# 周有基
周有基，號麗生，中國清朝官員，廣東廣州府南海縣人，監生出身。於光緒元年七月初五（1875年8月5日）擔任恆春縣知縣一職，是首任恆春知縣，後任職不到一年就因丁憂卸事。任內曾購茶並命居民試種，且在距離縣城三十里處蓋「羅佛山茶室」供往來行人休憩，但後來荒廢。